# Тоомас Хендрик Илвес
Тоомас Хендрик Илвес (на естонски: Toomas Hendrik Ilves) е естонски политик, бивш президент на страната и учен.
Бил е журналист, дипломат (посланик в САЩ, Канада и Мексико), член на Европейския парламент, министър на външните работи, лидер на Социалдемократическата партия.
На 23 септември 2006 г. е избран за президент на Естония. Встъпва в длъжност на този пост на 6 октомври 2006 г. Преизбран е за президент през 2011 г.